# Alikin
Alikin (arab. عالقين) – miejscowość w Syrii, w muhafazie Dara. W 2004 roku liczyła 1753 mieszkańców.